# Ophiorrhiza michelloides
Ophiorrhiza michelloides là một loài thực vật có hoa trong họ Thiến thảo. Loài này được (Masam.) H.S.Lo mô tả khoa học đầu tiên năm 1998.